# L・メンデル・リヴァーズ (原子力潜水艦)
|           |                                  |
| 艦歴      |                                  |
| 発注:     | 1969年7月1日                     |
| 起工:     | 1971年6月26日                    |
| 進水:     | 1973年6月2日                     |
| 就役:     | 1975年2月1日                     |
| 退役:     | 2001年5月10日                    |
| 除籍:     | 2001年5月10日                    |
| その後:   | 原子力艦再利用プログラム         |
| 性能諸元  |                                  |
| 排水量:   | 基準：4,208トン、満載：4,513トン |
| 全長:     | 90.8 m (298 ft)                  |
| 全幅:     | 9.7 m (32 ft)                    |
| 吃水:     | 9.1 m (30 ft)                    |
| 機関:     | S5W reactor 1基                  |
| 最大速:   | 20+ ノット                       |
| 乗員:     | 士官14名、兵員112名              |
| 兵装:     | 21インチ魚雷発射管4基            |
| モットー: | Rivers Delivers                  |

L・メンデル・リヴァーズ (USS L. Mendel Rivers, SSN-686) は、アメリカ海軍の原子力潜水艦。スタージョン級原子力潜水艦の36番艦。艦名はサウスカロライナ州選出上院議員、L・メンデル・リヴァーズに因んで命名された。

## 艦歴
L・メンデル・リヴァーズの建造は1969年7月1日にバージニア州ニューポート・ニューズのニューポート・ニューズ造船所に発注され、1971年6月26日に起工した。1973年6月2日にロバート・G・イーストマン夫人によって命名、進水し、1975年2月1日にロデリック・L・ウォルフェ艦長の指揮下就役した。
L・メンデル・リヴァーズは高圧室、エアロックおよびSEAL運搬艇用の格納庫を含むドライデッキ・シェルターが増設された。
L・メンデル・リヴァーズは2001年5月10日に退役し、同日除籍された。その後ワシントン州ブレマートンで原子力艦再利用プログラムの下2002年7月19日に廃棄された。